# Мохаммад Мустафа
Мохамма́д Абдулла́ Мохамма́д Мустафа́ (араб. محمد عبد الله محمد مصطفى‎; нар. 26 серпня 1954) — палестинський економіст і політик, який є чинним прем'єр-міністром Держави Палестина та Палестинської національної адміністрації з 31 березня 2024 року. Раніше він обіймав посаду голови правління Палестинського інвестиційного фонду (ПІФ), старшого економічного радника президента Махмуда Аббаса та незалежного члена Виконавчого комітету Організації визволення Палестини. Раніше він був заступником прем'єр-міністра Палестини (15-й, 16-й та 17-й уряди; 2013—2015) та міністром національної економіки Палестини (17-й уряд, 2014—2015).
Мустафа має міжнародний досвід роботи з урядами, глобальними інституціями та в академічній сфері, провівши близько 15 років у Групі Світового банку у Вашингтоні, округ Колумбія. Мустафа два роки працював економічним радником уряду Кувейту з питань економічних реформ і два роки — радником Державного інвестиційного фонду в Королівстві Саудівська Аравія. Мустафа також викладав як запрошений професор у своїй альма-матер, Університеті Джорджа Вашингтона.

## Раннє життя та освіта
Мустафа народився 26 серпня 1954 року в Кафр-Сур, округ Тулькарм, Палестина. У дитинстві його родина була змушена покинути свій дім і знайшла притулок у Кувейті. Мустафа здобув ступінь бакалавра з електротехніки в Багдадському університеті, а також ступінь магістра та доктора філософії в Університеті Джорджа Вашингтона.

## Кар'єра
Мустафа обіймав посаду голови Палестинського інвестиційного фонду. З 2006 по 2013 рік Мустафа також був головним виконавчим директором (CEO) ПІФ. Під його керівництвом ПІФ став провідним інвестором у Палестині, здійснивши близько 60 інвестицій, залучивши 1,2 мільярда доларів іноземних інвестицій, що забезпечило палестинцям близько 75 000 робочих місць. Як CEO ПІФ, Мустафа керував створенням кількох провідних палестинських компаній, зокрема Wataniya Mobile, Amaar Real Estate Investment Company, Al Reehan Real Estate Investment Company, Palestine Power Generation Company, Khazanah Asset Management Company та Sharakat Fund for Small businesses.
Як заступник прем'єр-міністра, серед інших обов'язків, Мустафа був призначений головою з відновлення Гази після війни 2014 року.

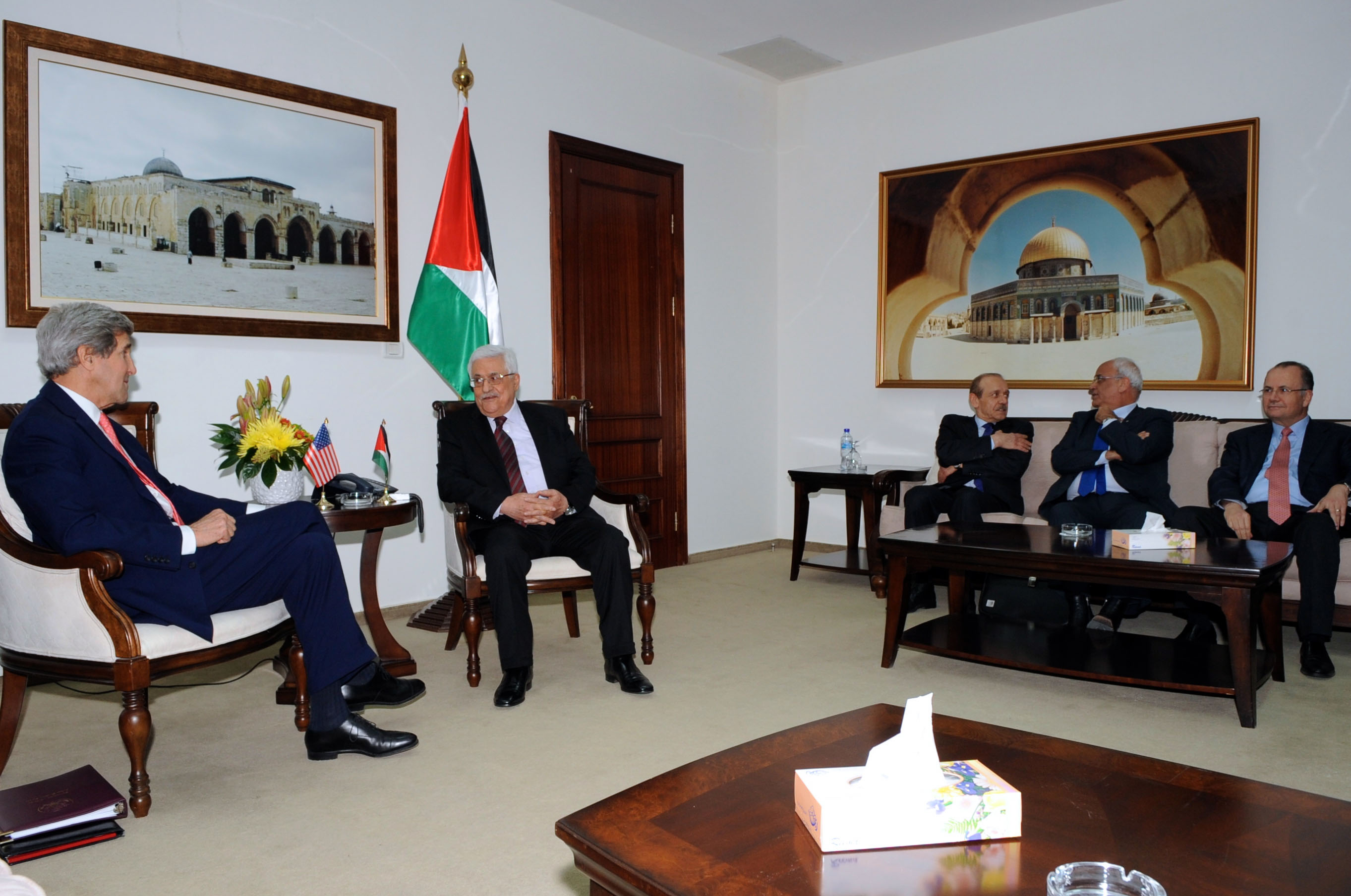
Мустафа з президентом Палестинської автономії Махмудом Аббасом та державним секретарем США Джоном Керрі в Рамаллі, Західний берег, 3 січня 2014 року

До роботи в ПІФ Мустафа працював з провідними міжнародними організаціями на світових ринках. Під час роботи у Групі Світового банку Мустафа обіймав кілька високих посад у різних секторах, включаючи економічний розвиток та реформи, фінансування проєктів, розвиток приватного сектору, приватизацію телекомунікацій та розвиток інфраструктури. Під час роботи у Світовому банку Мустафа взяв відпустку, щоб працювати засновником і головним виконавчим директором PalTel.
У квітні 2016 року ім'я Мустафи було згадано в Панамських документах, де стверджувалося, що він використовував Mossack Fonseca для переказу грошей з арабських країн до Палестинської автономії.

### Прем'єр-міністр Палестини
14 березня 2024 року президент Палестини Махмуд Аббас призначив Мохаммада Мустафу прем'єр-міністром першого технократичного уряду в історії Палестини. Його призначення було розкритиковане іншими палестинськими політичними фракціями, такими як Хамас, Палестинський ісламський джихад, Народний фронт визволення Палестини та Палестинська національна ініціатива, які звинуватили ФАТХ у «формуванні нового уряду без національного консенсусу» і назвали це «посиленням політики виключення та поглибленням розколу».